# Chylice-Kolonia
Chylice-Kolonia (prononciation : [xɨˈlit͡sɛ kɔˈlɔɲa]) est un village polonais de la gmina de Jaktorów dans le powiat de Grodzisk Mazowiecki de la voïvodie de Mazovie dans le centre-est de la Pologne.
Le village possède approximativement une population de 1 300 habitants en 2006.

## Histoire
De 1975 à 1998, le village appartenait administrativement à la voïvodie de Skierniewice.